# Ensemble Romanesca
Ensemble Romanesca werd in 1962 opgericht door violist/stehgeiger Willem Wolthuis, tevens uitvinder van de viocta.
In de huidige bezetting met onder andere zangeres Femke Wolthuis, pianist Eric Bergsma, bassist Tim Nobel en violist/gitarist Don Hofstee, speelt zij nostalgische wereldmuziek die zijn oorsprong vindt in onder andere Rusland, de Balkan, Frankrijk en Amerika, afgewisseld met jazz en swing. Femke Wolthuis voegt een theatraal element toe, met chansons, Servische- en Roma-muziek. 
Daarnaast speelt het orkest eigen composities, waaronder Sirocco (Bergsma, 2010), een compositie met Arabische en Spaanse invloeden in 7-kwartsmaat, speciaal geschreven voor viocta.

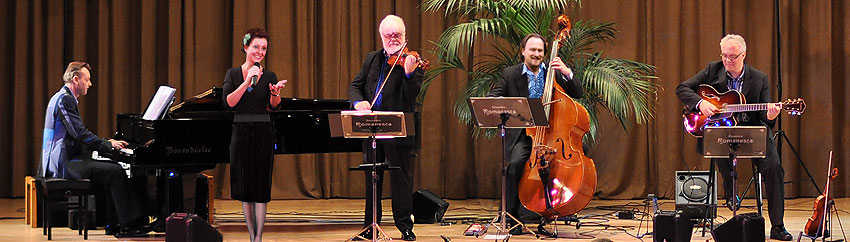
Romanesca in 2010

## Instrumenten
Romanesca wordt naast het uitvoeren van eigen composities en de brug tussen Balkan en jazz gekenmerkt door het gebruik van bijzondere instrumenten. 
Violist Willem Wolthuis bespeelt een unieke Testore viool. Van vioolbouwer Carlo Giuseppe Testore zijn nog slechts 89 violen bewaard gebleven. Daarnaast bespeelt Willem Wolthuis de viocta, zijn zelf ontwikkelde 8-snarige elektrische viool die een metalige, spacey klank geeft.
Ook bespeelt Willem Wolthuis een viool met een extra snaar, die tevens als altviool dient en een violofoon of strohviool. 
Bassist Tim Nobel gebruik van een verlengde viersnarige contrabas. Met een uitbreiding van de toets naar de krul kan de laagste snaar als C-snaar gestemd worden. Deze uitbreiding heet een 'do-extensie' (C-extension). De lage C is hiermee te spelen zonder een vijfde snaar aan de bas toe te voegen.
Eric Bergsma bespeelt in de zigeunerstukken en chansons een melodion (melodica).
Tim Nobel en Willem Wolthuis spelen ook op Nonnengeigen, ook bekend onder de naam Tromba marina.

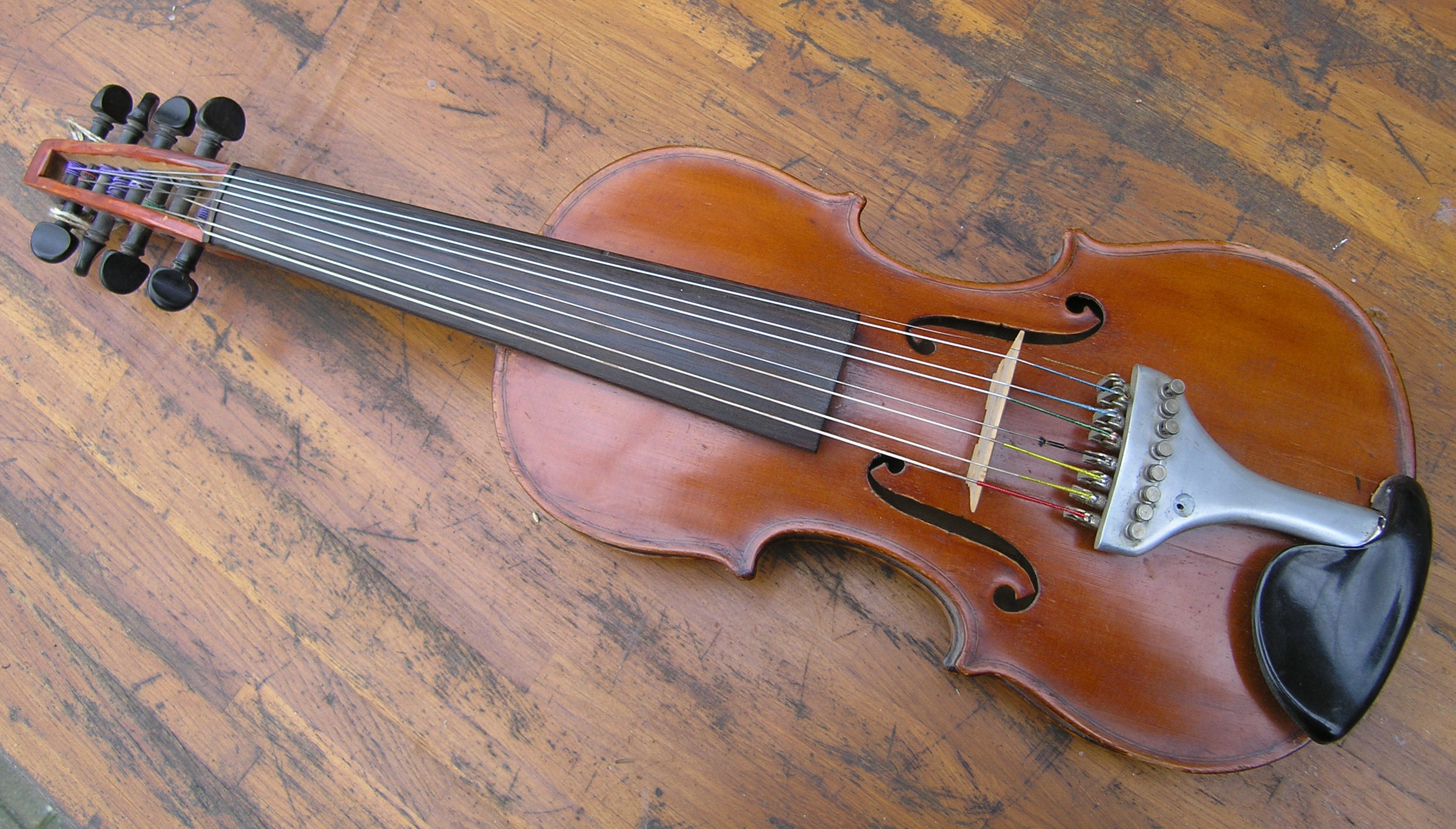
Viocta
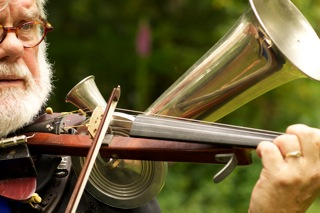
De strohviool
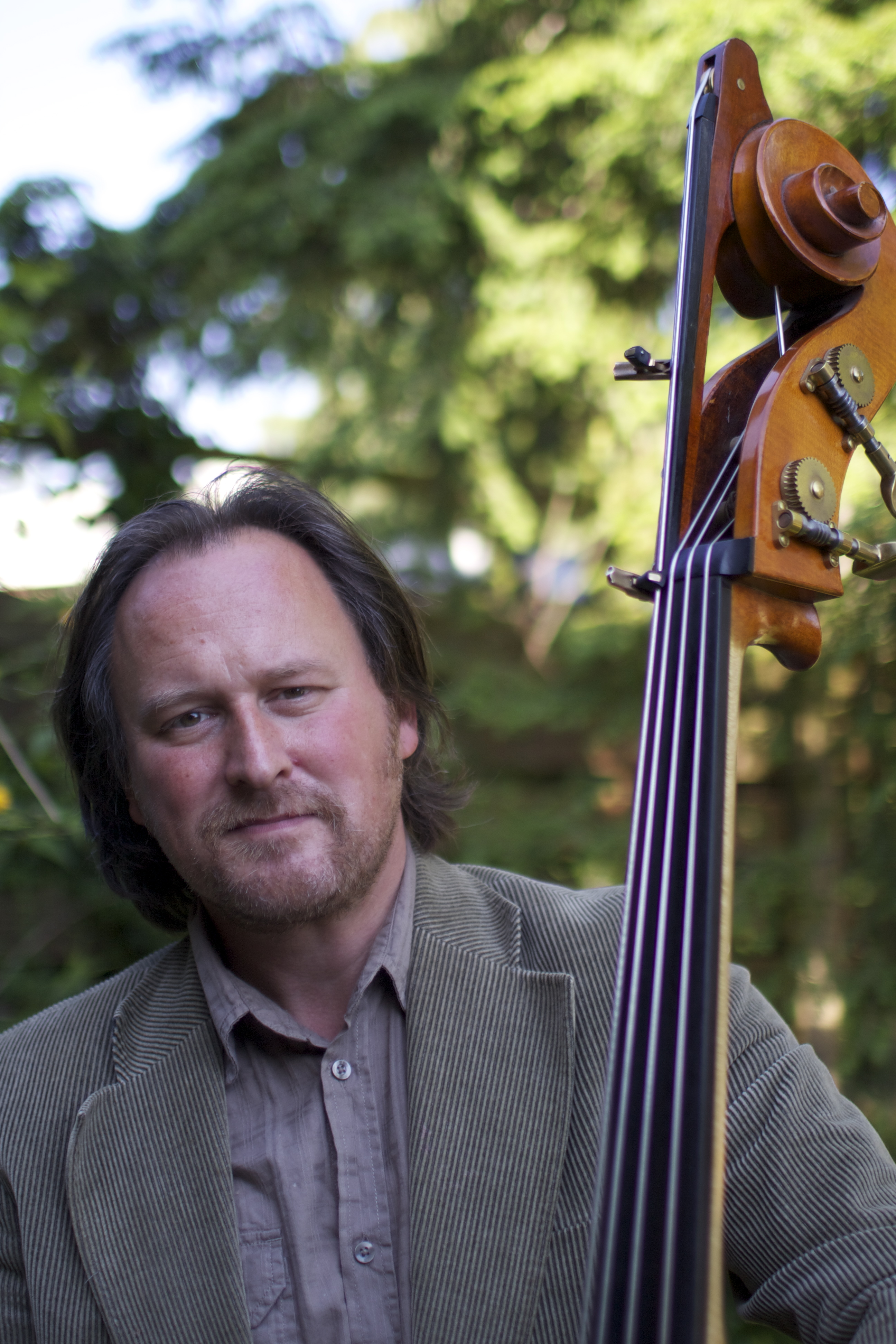
Contrabas van Tim Nobel met do-extensie
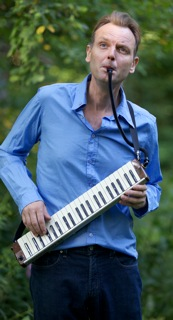
Eric Bergsma met Melodion

## Wetenswaardigheid
Eric Bergsma, componist van de populaire familiemusical 'De bende van De Korenwolf', naar een boek van Jacques Vriens, schreef speciaal voor Romanesca een arrangement van Oma's Tango.